# 第83回ニューヨーク映画批評家協会賞
83rd NYFCC Awards

2017年11月30日
作品賞: 

レディ・バード
第83回ニューヨーク映画批評家協会賞は2017年の映画を対象とした賞で、2017年11月30日に受賞者が発表された。

## 受賞
- 作品賞：
  - 『レディ・バード』（監督:グレタ・ガーウィグ）

- 監督賞：
  - ショーン・ベイカー - 『フロリダ・プロジェクト 真夏の魔法』

- 主演男優賞 
  - ティモシー・シャラメ - 『君の名前で僕を呼んで』

- 主演女優賞：
  - シアーシャ・ローナン - 『レディ・バード』

- 助演男優賞：
  - ウィレム・デフォー - 『フロリダ・プロジェクト 真夏の魔法』

- 助演女優賞：
  - ティファニー・ハディッシュ - 『ガールズ・トリップ』

- 脚本賞：
  - ポール・トーマス・アンダーソン - 『ファントム・スレッド』

- 撮影賞：
  - レイチェル・モリソン - 『マッドバウンド 哀しき友情』

- アニメ映画賞：
  - 『リメンバー・ミー』

- 外国語映画賞：
  - 『BPM ビート・パー・ミニット』（ フランス）

- ノンフィクション映画賞：
  - 『顔たち、ところどころ』

- 第一回作品賞：
  - ジョーダン・ピール - 『ゲット・アウト』

- 特別賞：
  - モリー・ハスケル - キャリアに対して